# Chloreuptychia agatha
Chloreuptychia agatha är en fjärilsart som beskrevs av Butler 1866. Chloreuptychia agatha ingår i släktet Chloreuptychia och familjen praktfjärilar. Inga underarter finns listade i Catalogue of Life.